# Lokalna cesta L44030
L44030, uska lokalna cesta u Baranji u smjeru sjeveroistok-jugozapad koja spaja državnu cestu D517 i naselje Majške Međe, dugačka 1.1 km. U naselju cesta prolazi Ulicom Đure Đakovića do centra naselja gdje se ta ulica spaja s ulicama Ivana Milutinovića, Zmaja Jovana Jovanovića i Jovana Lazića. Na ovu posljednju ulicu nastavlja se zemljana cesta prema Bolmanu, odnosno prema županijskoj cesti Ž4041.
Istočno od lokalne ceste L44030, blizu državne ceste D517, izvan naselja, nalazi se majškomeđansko groblje, na kome je i grob Jovana Lazića.